# Кононов, Александр Николаевич (учёный)
Александр Николаевич Кононов (16 июля 1930 — 11 октября 2020) — российский учёный в области электротехники, лауреат Государственной премии СССР (1985).

## Биография
Родился 16.06.1930 г. в г. Балашов Саратовской области в семье Кононова Николая Степановича — возчика артели «Пищепродукт», и Кононовой Аграфены Дмитриевны — домохозяйки.
Окончил 10 классов мужской средней школы № 1 г. Балашова (1947) и поступил на электроэнергетический факультет Московского энергетического института. Через год перевёлся на физико-энергетический факультет МЭИ, а в 1951 г. — на 5-й курс приборостроительного факультета Московского механического института, который окончил по специальности «физическое приборостроение».
Направлен в п/я № 21 (Озёрск). Прибыл 1.03.1953 г. и зачислен на должность инженера-физика КИПиА.
Продвижение по службе:
- 15.02.1956 старший инж. п/я № 21 объекта 40.
- 01.12.1957 начальник лаборатории объекта 40
- 15.08.1959 старший научный работник объекта 40
- 15.04.1960 начальник лаборатории радиометрических измерений
- 31.12.1960 нач. лаборатории автоматизации р/метрических измерений ОКБ КИПиА.

 Защитил диссертацию кандидата технических наук 15 декабря 1960 г. в НИИ-206.
С 01.01.1967 г. переведён на х/к «Маяк» зам. начальника ОКБ КИПиА. Затем — зам. начальника ОКБ КИПиА по научной работе и начальник ОКБ (с 25.02.81).
С 01.12.1989 по 2008 г. зам. начальника Специального конструкторского бюро аналитического приборостроения.
Научные интересы: аналитический контроль технологических процессов и объектов окружающей среды.
27 декабря 1972 г. защитил докторскую диссертацию, 09.10.1974 г. решением ВАК утверждён в ученом звании профессора по кафедре «Электротехника и электроника».
По совместительству работал в МИФИ: старший преподаватель, доцент, профессор.
 В 1985 г. присуждена Государственная премия СССР за создание специального приборного комплекса. Награждён медалью «За трудовое отличие» (07.03.1962).
Живёт в г. Озёрск.

### Семья
- 30.08.1953 г. женился на Завьяловой Людмиле Дмитриевне рожд. 1930 г., учителе школы № 203 г. Витебск.
- 1954 г. родилась дочь Ирина.
- 1958 родился сын Николай.